# Camélia Liparoti
Liparoti Camélia, née le 11 juillet 1973 à Livourne est une pilote italienne de rallye-raid et de quad.

## Biographie
La pilote franco-italienne Camelia Liparoti naît à Livourne, en Toscane, le 11 juillet 1973. Passionnée par les sports mécaniques dès sa plus jeune enfance, Camelia va cependant se faire un nom grâce à des activités où il faut compter sur ses seules forces. Skieuse professionnelle, amatrice de ski extrême, elle se montre également une alpiniste accomplie en gravissant le Mont Blanc en 2002 et un sommet de plus de 6000 mètres au Tibet. En dehors de ses activités sportives, Camelia travaille un temps comme interprète à Londres. Mais ce job ne lui convient pas vraiment. « Alors j'ai pris des cours de photographie et fait comme tous les Anglais de l'époque : je prenais Easy Jet tous les week-ends pour venir skier à Chamonix ». La Compagnie du Mont-Blanc Chamonix lui propose d’être leur photographe officielle. Elle accepte et s’installe la vallée. « J'aime la glisse, j'ai le pied montagnard et je ne pourrais plus vivre sans les montagnes » commente-t-elle.
C’est un reportage sur le Dakar, en Mauritanie, qui va leur permettre de se découvrir une autre passion : celle du quad. « Je croyais  que c'était un gros tracteur rien de plus. Je me suis vite rendu compte que c'est surtout le meilleur engin pour franchir les dunes ! ». Elle s’engage en compétition en 2005 sur des épreuves qui se disputent en Mauritanie, en Russie puis au Canada. En décembre 2007, elle s’apprête à courir son premier Dakar lorsqu’un message de l’organisation terroriste Al-Qaida conduit Amaury Sport Organisation à annuler la course. Partie remise. Elle prend donc son premier départ en 2009 et enchaîne les étapes jusqu’à la 13e, malgré un poignet cassé. Elle dispute la même année l’Abu Dhabi Desert Challenge, le rallye de Tunisie, les Pharaons où elle remporte la catégorie quad. Il s’agit d’un exploit, car elle devient la première femme à gagner une épreuve scratch de la coupe du monde des rallyes. Ces résultats lui permettent de glaner sa première Coupe du Monde des Rallyes Tout Terrain Féminin. Elle récidive en 2010 et rejoint Yamaha. « Après 2 titres mondiaux, j'avais besoin d'un nouveau défi, alors j'ai décidé de partir avec un quad plus gros, plus puissant. Ce choix m'a obligé à changer de marque, je suis donc passé chez Yamaha, qui est réputé pour sa fiabilité. Je vais piloter une série limitée Black Storm, mais je l'ai rebaptisé « Black Blond Storm », comme moi! Il y a 20 ch de plus, et surtout un couple incroyable, mais dès que je suis montée dessus, j'ai senti une grande complicité avec ma machine, j'ai vraiment confiance en elle. »
En 2011, elle accumule les bons résultats. Dans la catégorie quad, elle termine 2e de l’Abu Dhabi Desert Challenge, remporte une victoire d’étape au Rallye des Pharaons et se classe 3e au général. En décembre 2011, Camelia Liparoti se concentre sur les derniers préparatifs du Dakar 2012, qu’elle courra en Yamaha YFM700R dans le team Yamaha Racing. On la reconnaîtra également grâce à son dossard n°259, qu’elle utilise pour la troisième fois, et à son casque rose, qu’elle porte en honneur de la gent féminine. « Moi, je fais de la compétition pour toutes les femmes et surtout celles qui ne peuvent pas faire ce sport parce qu’elles ont une famille ou des a priori sur le milieu », explique-t-elle. Elle le termine à la 9e place du classement général.
En 2012, la Franco-Italienne se distingue encore en gagnant la Coupe du Monde des Rallyes TT féminin, grâce à ses bons résultats au guidon de son Yamaha YFM700R et termine le Dakar 2013 à la 15e place du classement quad mais surtout, et c'est historique, devient la 1re quadeuse à gagner le classement général féminin du mythique Rallye.
De nouveau Championne du Monde des rallye Tout Terrain en catégorie Moto-Quad Féminin en 2013, Camélia crée la même année un magazine "online" spécialisé dans les domaines Quad et SSV. Ce site, dénommé quadssvmag.com, est disponible en Français et Anglais mais surtout se veut une vision nouvelle sur l'approche de la pratique Quad et SSV.
En Janvier 2014, elle termine son 5e Dakar d'affilée (de loin le plus dur vécu en Amérique du Sud) à la 13e place sur 40 participants et en Janvier 2015 son 6e à la 15e place (sur 48 partants).
Sur le Dakar 2016 elle termine 11e au général Quad.

## Palmarès

### Coupe du Monde des Rallye TT
- Championne du Monde des Rallyes TT Féminin 2009
- Championne du Monde des Rallyes TT Féminin 2010
- Championne du Monde des Rallyes TT Féminin 2011
- Championne du Monde des Rallyes TT Féminin 2012
- Championne du Monde des Rallyes TT Féminin 2013
- Championne du Monde des Rallyes TT Féminin 2014

### Résultats auRallye Dakar
en catégorie quad
- 2009 : mise hors course lors de la 13e étape
- 2010 : 13e
- 2011 : 10e
- 2012 : 9e
- 2013 : 15e et vainqueur du classement général féminin (1re à le réaliser avec un Quad).
- 2014 : 13e
- 2015 : 15e
- 2016 : 11e

en catégorie SSV
- 2018 : 5e

en catégorie Challengers
- 2021 : 2e
- 2022 : 6e
- 2023 : 36e
- 2024 : 17e

### Rallye des Pharaons
- Victoire d'étape et 1re femme à gagner une manche de Coupe du Monde au général (2009)
- 2009 : 1re Classement général Quad
- 2010 : 4e Classement général Quad
- 2011 : 3e Classement général Quad
- 2012 : 3e Classement général Quad

### Abu Dhabi Desert Challenge
- 2010 : 11e Classement général Quad
- 2011 : 2nde Classement général Quad
- 2012 : 3e Classement général Quad
- 2013 : 8e Classement général Quad
- 2014 : 4e Classement général Quad

### Sardegna Rally Race(en)
- 2009 : 4e Classement général Quad
- 2010 : 5e Classement général Quad
- 2011 : 4e Classement général Quad
- 2012 : 4e Classement général Quad
- 2013 : 5e Classement général Quad
- 2014 : Classement général Quad

### Rallye de Tunisie
- 2009 : 2nde Classement général Quad

### Rallye du Maroc
- 2009 : 3e Classement général Quad
- 2013 : 2nde Classement général Quad
- 2014 : Classement général Quad

### Rallye du Qatar
- 2012 : 5e Classement général Quad